# Ken Colyer
 Ken Colyer (* 18. April 1928 in Great Yarmouth, Norfolk; † 8. März 1988 in Les Issambres in Südfrankreich) war ein britischer Jazz- und Skifflemusiker.

## Leben und Wirken
Colyer brachte sich selbst bei, Gitarre und Trompete zu spielen. 1949 war er zusammen
mit seinem Bruder Bill Colyer eines der Gründungsmitglieder der Crane River Jazz Band, die er 1951 wieder verließ, aufgrund eines Befehls, sich der Handelsmarine anzuschließen. So kam er auch nach New Orleans, wo er mit verschiedenen bekannten Musikern der Umgebung auftrat. 1953 kehrte er nach Britannien zurück und schloss sich einer Band von Monty Sunshine, Chris Barber, Lonnie Donegan usw. an, die sich Ken Colyer’s Jazzmen & Skiffle Group nannte. Schon im nächsten Jahr trat er aus der Band aus (die sich dann in Chris Barber’s Jazzband umbenannte). Ken Colyer hatte andere musikalische Vorstellungen und führte unter dem Namen Ken Colyer’s Jazzmen seine Band mit anderen Musikern weiter.
1954 war er Mitglied verschiedener Jazz- und Skifflebands und machte kurzzeitig Aufnahmen für Decca Records. In seiner bekanntesten Jazzband, die er Mitte der 1950er Jahre leitete, spielten u. a. auch Acker Bilk, Mac Duncan, Ian Wheeler, Ray Foxley, Sammy Rimington, Cyril Davis, Alexis Korner, Geoff Cole, Graham Stewart, John Bastable, Ron Ward und Colin Bowden mit. In den späten 1950er Jahren brachte er George Lewis als Gastsolisten nach Europa.
Auch in den 1960ern und 1970ern war Colyer weiterhin mit eigenen Bands aktiv und gründete auch sein eigenes Plattenlabel KC Records. Anfang der 1980er Jahre wurde er dann Leader der All-Star Jazzmen.

## Diskographische Hinweise
- In the Beginning (Lake, 1953/54)
- Club Session with Ken Colyer (Lake, 1956)
- Up Jumped the Devil (Upbeat, 1957/58)
- Studio 51 Revisited (Lake, 1958)
- Colyer’s Pleasure (Lake, 1962/63)
- Ragtime Revisited (Joy, 1970)
- Ken Colyer & White Eagle New Orleans Band (WAM 1972)